# Шатильоны
Дом Шатильон (фр. Maison de Châtillon) — знатный французский дом, известный с IX века и угасший в 1762 году. Многие представители рода участвовали в Крестовых походах.

## История
Название дома происходит от шампанской сеньории, центром которой был город Шатильон-сюр-Марн. Точное происхождение рода неизвестно. Согласно генеалогическому древу, которое в начале XVII века напечатал Андре дю Шесн, род происходил от некоего шампанца Урсуса, жившего в конце IX века. У него известно двое сыновей, один из которых, Эрве (ум. 922) был архиепископом Реймса. Его племянником показан Эрве, видам Реймса.
У Эрве было трое сыновей. Старший, Жерве, унаследовал титул видама Реймса. Он построил замок Шатильон-сюр-Марн. Эта ветвь угасла в первой половине XII века. Из этой ветви Манассия II (ум. 1115) был архиепископом Реймса. Также архиепископом Реймса был младший сын видама Эрве — Ги (ум. 1055).
Второй из сыновей видама Эрве, Милон (Миль) I, унаследовал Шатильон и Базош. Его младший сын Эд под именем Урбан II был папой Римским, что, возможно, поспособствовало возвышению рода. Двое других младших сыновей, Мило II и Манассия унаследовали сеньорию Базош. Из них Мило II имел потомство, стал родоначальником сеньоров Базош. Старший же сын Мило I, Ги I, стал родоначальником рода Шатильон.
Возвышение рода Шатильон началось в XII веке и во многом оно связано с удачными браками. Генрих де Шатильон посредством брака унаследовал сеньорию Монже, а его сын Гоше II, также благодаря браку, получил Креси-ан-Бри. 
Из сыновей Гоше II младший, Гоше, женился на наследнице Нантей-ла-Фосс, Отреше, Сьюппа, Фавероля и Трелонаю Он стал став родоначальником ветви Нантей. Старший же, Ги II, унаследовал родовые владения. Он женился на внучке короля Франции Людовика VI Толстого, что усилило влияние рода. Из его двух сыновей старший, Ги III, погиб во время Третьего крестового похода, после чего его владения унаследовал его младший брат Гоше III (ок. 1166—1219), также участвовавший в Третьем крестовом походе. Он ещё более увеличил свои владения, унаследовав замок Пьерфон, который, он обменял королю Филиппу II Августу на замок Клиши. Посредством брака он в 1205 году получил небольшое графство Сен-Поль около Артуа, а его сын Гуго I — графства Блуа, Шартр и Шатодён (также посредством брака).
Постепенно род разделился на несколько ветвей, между которыми делились владения. Представители одной из ветвей получили в управление также графство Пентьевр и княжество Порсьен.

## Генеалогия

### Шатильоны до XII века
Урсус; граф в Шампани, жена: Берта
- Эрве (ум. 922), архиепископ Реймса с 900
- Эд
  - Эрве, видам Реймса; жена: Гизелла де Камбре
    - Жерве, видам Реймса
      - Манассия I Лысый, видам Реймса 1053/1055
        - Эрло, видам Реймса 1070/1115
        - Ги, сеньор де Виве
          - Кир, каноник в Реймсе в 1103

        - Манассия II (ум. 1115), архиепископ Реймса с 1095
        - Адель (Алиса); муж: Хильдуин II, граф де Руси 1059

      - дочь; муж: Роже (ум. после 1053), граф де Порсьен

    - Милон (Миль), сеньор де Шатильон и де Базош
      - Ги I (ум. после 1076), сеньор де Шатильон; жена: Эрменгарда де Шуази
        - Гоше I, сеньор де Шатильон в 1089—1096
          - Генрих (Анри), сеньор де Шатильон в 1117—1127; жена: Ирменгарда де Монже, дочь Обри (Альберика) де Монже[2]
            - Гоше II (ок. 1110 — 19 июня 1148), сеньор де Шатильон, де Труасси, де Монже и де Креси, его потомство см. дальше
            - Рено (ок. 1120—1186), князь Антиохии; жена: с 1152 Констанция (1127—1163), княгиня Антиохии, дочь Боэмунда II, князя Антиохии
              - Агнес де Шатильон; муж: Бела III (ум. 1196), король Венгрии
              - Жанна де Шатильон;

            - Жерве; жена: Базиль де Дамери
            - Ирменгарда; муж: Гуго II (ум. 1146), видам Шалона в 1140—1146

          - Рено, сеньор де Туси и де Сен-Фарго-де-Пюизе
            - Итье I, сеньор де Туси 1147
              - Итье II, сеньор де Туси 1194
                - Итье III, сеньор де Туси, 1211/1218

        - Жермон I, сеньор де Савиньи 1095/1117
          - Жермон II, сеньор де Савиньи, фогт де Руминьи 1137
            - Жермон III, сеньор де Савиньи, фогт де Руминьи 1156/74
              - Адвида (ум. после 1185); муж: Гуго II, видам де Шалон 1185/1231
              - Алиса (ум. после 1186); муж: Анри, шателен де Витри

      - Мило II, сеньор де Базош, родоначальник ветви сеньоров де Базош
      - Манассия (ум. 1080), сеньор де Базош
      - Эд (ум. 28 июля 1099), кардинал-епископ Остии, папа римский (Урбан II) с 1088

    - Ги (ум. 1 сентября 1055), архиепископ Реймса с 1032

### XII—XIII века
Гоше II (ок. 1110 — 19 июня 1148), сеньор де Шатильон, де Труасси, де Монже и де Креси-ан-Бри; жена: Анна де Руси (до 1114 — после 1162), дама де Пьеррфон, дочь Гуго, графа де Руси, и Эвелин де Пьеррфон
- Ги II (ок. 1140 — после 1170), сеньор де Шатильон, де Труасси, де Монже и де Креси с 1148; 1-я жена: Адель де Монморанси, дочь Матье I, сеньора де Монморанси; 2-я жена: с ок. 1162 Алиса де Дрё (ок. 1140/1150 — ок. 1210), дочь Роберта I, графа де Дрё, и Эдвиги д’Эврё
  - (от 2-го брака) Ги III (ок. 1162—1191), сеньор де Шатильон, де Труасси, де Монже, де Креси
  - (от 2-го брака) Гоше III (ок. 1166 — октябрь 1219), сеньор де Шатильон, де Труасси, де Монже, де Креси с 1191, сеньор де Пьеррфон 1192—1193, сеньор де Клиши с 1193, граф де Сен-Поль с 1205, сенешаль Бургундии, Великий кравчий Шампани; жена: с 1196 Елизавета (ок. 1179—1232), графиня де Сен-Поль, дочь Гуго IV, графа де Сен-Поль и Иоланде де Эно
    - Ги I (IV) де Шатильон (до 1196 — 8 августа 1226), граф де Сен-Поль с 1221; жена: с 1221 Агнес (ок. 1205—1225), дама де Донзи с 1222, наследница графств Невер, Осер и Тоннер
      - Иоланда де Шатильон (до 1221—1254), дама де Донзи с 1250, наследница графств Невер, Осер и Тоннер с 1250; муж: с ок. 30 мая 1228 Аршамбо IX де Бурбон-Дампьер (ок. 1205 — 15 января 1249), сеньор де Бурбон с 1242
      - Гоше де Шатильон (ум. 6 апреля 1251), сеньор де Монже, де Бруани, де Донзи, де Сен-Эньян, де Труаси и де Пьеррфон, наследник графств Невер, Осер и Тоннер с 1225; жена: с 1236/1241 Жанна Французская (1219 — 14 января 1252), графиня де Клермон-ан-Бовези и д’Омаль, дама де Мортен и де Домфрон, дочь Филиппа Юрпеля, графа де Клермон-ан-Бовези, и Матильды де Даммартен, графини Булони

    - Гуго I (после 1196 — 9 апреля 1248), сеньор де Шатильон, де Труаси, де Мелюн и де Креси, граф де Сен-Поль (Гуго V) с 1226, граф де Блуа с 1231, сеньор д’Анкр, его потомство см. дальше
    - Беатрис; муж: Оберт де Онжес, сеньор де Женли
    - Елизавета; муж: Рауль де Куси (ум. 1210)
    - Эсташия; 1-й муж: Даниэль де Бетюн (ок. 1194 — после 1227), сеньор де Бетюн; 2-й муж: Роберт II де Ваврин (ум. после 1273), сенешаль Фландрии

  - (от 2-го брака) Роберт (ум. 1215), епископ Лана в 1210
  - (от 2-го брака) Мария (ум. 13 марта после 1241); 1-й муж: (развод до 1190) Рено (ум. 21 апреля 1217), граф де Даммартен с 1200, граф Омальский с 1205, граф Мортен с 1209; 2-й муж: Жан III (ум. 1217), граф де Вандом ; 3-й муж: Роберт де Вьепон, сеньор де Курвиль
  - (от 2-го брака) Алиса (Адела) (ок. 1165 — после 1216); муж: с 1193 Гильом V де Гарланд (ум. 1216), сеньор де Ливри
  - (от 2-го брака) Амиция; муж: с 1185 Бодуэн де Донжон
- Гоше I (ум. после 1188), сеньор де Нантей-ла-Фосс, де Отреше, де Сьюпп, де Фавероль и де Трелон, родоначальник ветви Нантей

### Графы де Блуа и де Сен-Поль
Гуго I (после 1196 — 9 апреля 1248), сеньор де Шатильон, де Труаси, де Мелюн и де Креси, граф де Сен-Поль (Гуго V) с 1226, граф де Блуа с 1231, сеньор д’Анкр; 1-я жена: Агнес де Бар (ум. до 1225), дочь Тибо I, графа де Бар-ле-Дюк, и Эрмезинды де Бар-сюр-Сьен; 2-я жена: с апреля 1226 Мария д'Авен (после 1200 — после 12 апреля 1241), графиня Блуа и Шатодёна с 1230, дочь Готье II, сеньора д’Авен и де Гиз, и Маргариты, графини Блуа и Шатодёна; 3-я жена: Маго (Матильда) де Гин (ум. 1262), дочь Арнульфа II, графа де Гин, и Беатрис де Бурбур
- (от 2-го брака) Жан I (ум. 28 июня 1279), граф Блуа и Шатодёна (Дюнуа) с 1241, сеньор д’Авен, де Гиз, де Шаторено, де Лёз и де Трелон с 1245/1246, граф Шартра с 1270; жена: с 11 декабря 1254 (контракт) Алиса Бретонская (6 июня 1243 — 2 августа 1288), дочь Жана I, герцога Бретани, и Бланки Наваррской
  - Жанна де Шатильон (род. 1253/1254 — ум. 19 или 29 января 1291), графиня Блуа, Шартра и Шатодёна (Дюнуа), дама д’Авен, де Гиз, де Шаторено, де Лёз и де Трелон с 1279; муж: с 1272 Пьер I Французский (1251—1284), граф Алансона и Перша с 1269
- (от 2-го брака) Ги II (после 1226 — 12 марта 1289), граф де Сен-Поль, сеньор д’Анкр и де Обиньи-ан-Артуа с 1248; жена: ранее 31 мая 1254 (Неаполь) Матильда Брабантская (1224 — 29 сентября 1288), дочь герцога Брабанта Генриха II и Марии Гогенштауфен, дочери короля Германии Филиппа Швабского, вдова Роберта I Французского, графа Артуа. Дети:
  - Ги III (после 1254 — 6 апреля 1317), граф де Сен-Поль, сеньор д’Анкр и де Дульен с 1289, Великий кравчий Франции с 1296. Жена (1292): Мария Бретонская (1268—1339), дочь Жана II, герцога Бретонского
    - Жан I (ум. до 1344), граф де Сен-Поль. Жена: Жанна де Фиенн (ум. после 1353), дочь Жана де Фиенна, сеньора де Тенгри
      - Ги IV (ум. 1360), граф де Сен-Поль. Жена (1350): Жанна де Люксембург (ум. 1392), дочь Жана I де Люксембург-Линьи
      - Матильда (ок. 1335 — после 1373), графиня де Сен-Поль. Муж (1354): Ги де Люксембург-Линьи (ум. 1371), сеньор де Линьи

    - Жак, сеньор д’Анкр
    - Матильда де Шатильон (1293—1358). Муж (1308): Карл Валуа
    - Мария де Шатильон (ум. 1377). Муж (1321): Эмар де Валенс, граф Пембрук
    - Элеонора де Шатильон (ум. после 1357). Муж: Жан Мале, сеньор де Гравиль (ум. 1355)
    - Жанна де Шатильон (ум. после 1353). Муж: Милон де Мези

  - Гуго (Юг) II (9 апреля 1258—1307), граф Блуа и Шатодёна (Дюнуа), сеньор д’Авен и де Гиз с 1291, родоначальник ветви Блуа-Шатильон
  - Жак I (ум. 11 июля 1302), сеньор д’Обиньи-ан-Артуа с 1289, сеньор де Лёз с 1291, сеньор де Конде, де Каренси, де Бюкуа (по праву жены), губернатор Фландрии, родоначальник ветви Шатильон-Конде
  - Беатрис (ум. 1304); муж: с ок. 1371 Жан II де Бриенн (ум. 12 июня 1294), граф д'Э с 1260
  - Жанна; муж: с ок. 1272 Гильом III де Шавиньи (ум. 2 мая 1322), сеньор де Шаторуа, де Деоль и де Сези
  - (?) Гертруда; муж: Флорен, сеньор де Малин
- (от 2-го брака) Гоше IV (ум. 1261), сеньор де Шатильон-сюр-Марн, де Креси-ан-Бри и де Труаси с 1248, сеньор де Кревкер-ан-Бри и де Мариньи (по праву жены), родоначальник ветви графов де Порсеан.
- (от 2-го брака) Гуго (II) (ум. 1255)
- (?) Елизавета; муж: Жерар де Ганд
- (?) Базиль (ум. 1280), аббатиса монастыря Нотр-Дам-дю-Валь в Льеже в 1248.

#### Ветвь Блуа-Шатильон
Гуго (Юг) II (9 апреля 1258—1307), граф Блуа и Шатодёна (Дюнуа), сеньор д’Авен и де Гиз с 1291; жена: с января 1287 Беатрис де Дампьер (ок. 1277/1280 — после 1307), дочь Ги де Дампьера, графа Фландрии, и Изабеллы Люксембургской, графине Намюра
- Ги I (ок. 1298 — 12 августа 1342), граф Блуа и Шатодёна (Дюнуа), сеньор д’Авен и де Гиз с 1307, граф де Фретеваль, сеньор де Шато-Рено с 1329; жена: с 22 июля 1309 Маргарита де Валуа (1295 — июль 1342), дочь Карла I, графа де Валуа, и Маргариты Анжу-Сицилийской, дочери Карла II, короля Неаполя
  - Людовик I (ум. 26 августа 1346), граф Блуа и Шатодёна (Дюнуа), сеньор д’Авен, де Шато-Рено и де Фретеваль с 1342; жена: с ноября 1336 Жанна д’Авен (1323 — декабрь 1350), графиня Суассона с 1350, дочь Жана д’Авен, сеньора де Бомон, и Маргариты де Нель, графини Суассона
    - Людовик II (ум. 1372), граф Блуа и Шатодёна (Дюнуа), сеньор д’Авен, де Шато-Рено и де Фретеваль с 1346, граф Суассона 1350
    - Жан II (ум. июнь 1381), граф Блуа и Шатодёна, сеньор д’Авен, де Шато-Рено и де Фретеваль с 1372; жена: с 14 февраля 1372 Матильда (Мехтильда) (ок. 1325 — 21 сентября 1384), герцогиня Гелдерна с 1371, дочь Райнальда II, и Софии Берто, дамы де Шиннен
      - (незак., от Изабо д’Исберг) Жан (ум. после 1416), бастард де Блуа, сеньор де Трелон, родоначальник ветви сеньоров де Трелон (угасла в XVI веке)
      - (незак., от Изабо д’Исберг) Ги де Шатильон, бастард де Блуа, сеньор Хастейна (в Зеландии), родоначальник ветви сеньоров Хастейна (угасла после 1621)

    - Ги II (ум. 22 декабря 1397), граф Блуа и Шатодёна (Дюнуа) 1381—1391, граф Суассона 1350—1367, сеньор д’Авен, де Шато-Рено и де Фретеваль с 1381
      - Людовик III (ум. 15 июля 1391), граф де Дюнуа, сеньор де Роморантен; жена: с 29 марта 1386 Мария Беррийская (ок. 1375—1434), герцогиня Оверни и графиня де Монпансье с 1416
      - Мария; муж: с ок. 1426 Ферри I де Мелли (ум. после 13 марта 1484)
      - (незак.) Жан, бастард де Шатильон

    - (незак.) Жан, бастард де Шатильон

  - Карл Блаженный (1319 — 29 сентября 1364), герцог Бретонский с 1341 года, граф де Пентьевр, сеньор де Гиз с 1341, сеньор де Майен, д’Авогур и де Легль, родоначальник ветви Блуа-Бретань
  - Мария (ум. ок. 1363), дама де Гиз; 1-й муж: с 1334 Рауль I Храбрый (1320—1346), герцог Лотарингии с 1329; 2-й муж: с 1353 Фридрих VII (ум. 1377), граф Лейнингена
- Жан де Блуа (ум. 1329), сеньор де Шато-Рено и де Мильянсэ

#### Ветвь Шатильон-Конде
Жак I (ум. 11 июля 1302), сеньор д’Обиньи-ан-Артуа с 1289, сеньор де Лёз с 1291, сеньор де Конде, де Каренси, де Бюкуа (по праву жены), губернатор Фландрии; жена: Катерина де Конде (ум. после 25 мая 1329), дама де Конде-сюр-Леско, де Каренси, де Бюкуа и де Дюизан, дочь Николя, сеньора де Конде, и Катерины, дамы де Кеэ, вдова Ренуля, сеньора де Кюлан
- Гуго (Юг) (ок. 1270—1329), сеньор д’Обиньи-ан-Артуа, де Лёз, де Конде-сюр-Леско, де Каренси, де Бюкуа и де Дюизан с 1302, коннетабль Артуа 1323; жена: Жанна д’Аржье (ум. 1348), дама д’Аржье и де Катё, дочь Гобера I д’Аржье и Иды де Нель, вдова Гуго де Нель, графа Суассона, и Жана де Клермон, графа Шароле
  - Жанна (1320 — 15 августа 1371), дама де Лёз, де Конде-сюр-Леско, де Каренси, де Дюизан, д’Обиньи-ан-Артуа и де Бюкуа; муж: с 1335 Жак I де Бурбон (1319 — 6 апреля 1362), граф де Ла Марш с 1341, граф де Понтье 1351—1360, коннетабль Франции 1354—1356
  - Катерина (ум. после 1383); 1-й муж: Жан де Пикиньи (ум. ок. 1347), сеньор д’Элли и де Вильер-Фокон; 2-й муж: с ок. 1354 Жан II, граф де Гранпре
- Ги (ум. после 1349), сеньор де Бле; жена: Иоланда де Шиме
  - Жак II, сеньор де Бле и де Ла Басти; жена: Мария де Аршен
    - Николя, сеньор де Бле и де Ла Басти; жена: Констанция де Тразенье
      - Маго, дама де Бле; муж: Жан де Энин
      - Бланка, дама де Ла Басти; муж: Жан де Росьер

    - Жан, монах в монастыре Сен-Васт в Аррасе
    - Гаспар (ум. 25 октября 1415)
    - Гуго (Юг) (ум. 25 октября 1415)
    - Луиза, монахиня, канонисса в Мобеже

  - Жан (умер молодым)
  - N, сеньор де Фонтен

#### Ветвь Блуа-Бретань
- Карл (1319—1364), граф де Пентьевр, сеньор де Гиз, герцог Бретани. Жена: Жанна Бретонская (1319—1384), графиня де Гоэло и де Пантьевр, герцогиня Бретани, дочь Ги Бретонского, графа де Пантьевр
  - Жан I (ум. 1404), граф де Пантьевр и де Гоэло, виконт Лиможский, сеньор д’Авогур, де Ландреси, де Нувьон-ан-Тьераш. Жена (1387): Маргарита де Клиссон (ум. 1441), дочь Оливье V де Клиссона, графа де Пороэ
    - Оливье (ум. 1433), граф де Пантьевр, виконт Лиможский. Жена 1) (1406): Изабелла Бургундская (ум. 1412), дочь Жана Бесстрашного, герцога Бургундии; 2) (1428): Жанна де Лален (ум. ок. 1462), дама де Кьеврен, дочь Симона II де Лалена
    - Жан II (ум. 1452), граф де Пантьевр, граф де Перигор, виконт Лиможский. Жена (после 1426): Маргарита де Шовиньи (ум. 1473), дочь Ги де Шовиньи, виконта де Бросса
    - Шарль (1396—1434/1448), барон д’Авогур, сеньор де Реналь и де Тор. Жена: Изабелла де Вивон, дама де Тор и дез Эссар, дочь Савари де Вивона
      - Николь (ум. после 1479), графиня де Пантьевр. Муж (1437): Жан II де Бросс, сеньор де Буссак и де Сен-Север (ум. после 1479)

    - Гильом (ум. 1455), виконт Лиможский, сеньор д’Авен и де Нувьон-ан-Тьераш. Жена (1448): Изабелла де Ла Тур д’Овернь (ум. 1488), дочь Бертрана V де Ла Тур д’Овернь
      - Франсуаза (ум. после 1488), виконтесса Лиможа, дама д’Авен и де Нувьон-ан-Тьераш. Муж: Ален д'Альбре, сеньор д’Альбре, граф де Гавр (ум. 1522)
      - Жанна (ум. после 1483). Муж (1473): Жан де Сюржер (ум. 1483), сеньор де Баллон
      - Шарлота (ум. после 1490). Муж: Антуан де Вилькье (ум. 1490)

    - Жанна (ум. 1459). Муж 1) (1407): Роберт де Динан (ум. 1429), сеньор де Шатобриан; 2) (1448): Жан III де Арпедан, сеньор де Бельвиль

  - Ги
  - Анри (ум. после 1400). Жена: N Каэтани, дочь Онорато Каэтани, графа ди Фонди
  - Маргарита (ок. 1339 — ок. 1354). Муж (1351): Карл де ла Серда (ок. 1326—1354), граф д’Ангулем
  - Мария (1343—1404). Муж (1360): Людовик I Анжуйский (1339—1384), граф Анжу и Прованса, король Неаполя

### Графы де Порсеан
- Гоше IV (ум. 1261), сеньор де Шатильон, де Кревкёр, де Креси, де Труасси и де Мариньи. Жена: Изабелла де Виллардуэн (ум. после 1265), дочь Гильома I де Виллардуэна, маршала Шампани
  - Гоше V (ок. 1249—1329), граф де Порсеан, сеньор де Шатильон, де Труасси, де Мариньи, де Понтарси и др., коннетабль Франции. 1-я жена (1276/1281): Изабелла де Дрё (1264/1265 — 1310), дочь Роберта де Дрё, сеньора де Бё; 2-я жена (1301): Элисенда де Вержи (ум. до 1312), дочь Жана де Вержи, сеньора де Мирбо и де Фуван, и Маргариты де Нуайе, вдова Генриха II, графа де Водемона; 3-я жена (1312): Изабелла де Рюминьи (1263—1325), дочь Гуго, сеньора де Рюминьи, вдова Тибо II Лотарингского
    - Гоше VI (ум. 1325), граф де Порсеан, сеньор де Ле Тур и де Дампьер. Жена (1305): Маргарита де Дампьер (ум. 1316), дама де Дампьер, дочь Жана де Дампьера
      - Гоше VII (ум. 1342), граф де Порсеан, сеньор де Ле Тур, де Невель, де Прели и др. Жена (1323): Жанна де Конфлан, дочь Гуго, сеньора де Конфлан
        - Жан I, граф де Порсеан, сеньор де Ле Тур и де Невель. Жена 1): Жанна д’Аспремон; 2) (до 1350): Жаклин де Даммартен (ум. 1388), дочь Жана III де Три, графа де Даммартен
          - (от 2-го брака) Жан II (ум. после 1435), граф де Порсеан, сеньор де Ле Тур и де Невель
          - (от 2-го брака) Маргарита. Муж: Гильом де Феель, виконт де Бретей (ум. 1408)

        - Гоше, (ум. после 1401), аббат в Сен-Мор-де-Фоссе

      - Жан (ум. 1362), сеньор де Дампьер, де Сомпюи и де Роленкур — сеньоры де Дампьер

    - Жан I, (ок. 1290—1393), сеньор де Шатильон, Ганделю, Труасси, Мариньи и др., — потомство смотри ниже
    - Гуго I (ум. 1336), сеньор де Розуа-ан-Тьераш, Понтарси, Класи, видам Лана
      - Гоше (ум. ок. 1355), сеньор де Розуа-ан-Тьераш и Класи, видам Лана. Жена: Мария де Куси (ум. 1355), дочь Ангеррана де Куси, виконта Мо
        - Мария (ум. 1410), видамесса Лана. Муж (1364): Жан де Краон
        - Изабелла. Муж 1): Матье де Руа; 2): Гильом Кассинель, сеньор де Роменвиль
        - Жанна (ум. после 1426), дама де Розуа-ан-Тьераш. Муж: Пьер де Краон (ум. после 1392)

      - Мария (ум. 1395), дама де Понтарси. Муж: Симон де Руси, граф де Брен (ум. 1392)

    - Жанна де Шатильон, (ум. 1354). Муж (до 1305): Готье V де Бриенн, граф де Бриенн и ди Лечче, герцог Афинский (ок. 1278—1312)
    - Мария де Шатильон (ум. после 1318). Муж (1308): Гишар VI, сеньор де Божё (ум. 1331)
    - Изабелла де Шатильон. Аббатиса в Нотр-Дам-де-Суассоне.
    - (от 2-го брака) Ги, сеньор де Ла Фер-ан-Тарденуа, де Фе, де Сен-Ламбер, де Гюзиньи и др. Жена (1324): Мария Лотарингская (ум. после 1344), дочь Тибо II, герцога Лотарингии
      - Гоше (ум. после 1404), виконт де Бленьи, сеньор де Ла Фер-ан-Тарденуа, де Фе, де Сен-Ламбер и де Гюзиньи. Жена: Жанна де Куси
        - Мария (ум. 1394), виконтесса де Бленьи. Муж (1383): Анри де Монфокон (ок. 1366—1396), сеньор д’Орб, д’Эшалан, де Монтаньи-ле-Корбос
        - Жанна. Муж: Жан V де Гистель (ум. после 1414)